# Cenomanoscelio pulcher
Cenomanoscelio pulcher är en stekelart som beskrevs av Andreas Schlüter 1978. Cenomanoscelio pulcher ingår i släktet Cenomanoscelio och familjen Scelionidae. Inga underarter finns listade.